# Expedición 9
La Expedición 9 fue la novena estancia de larga duración en la Estación Espacial Internacional.

## Tripulación
| Posición             | Astronauta                                  |                                             |
| -------------------- | ------------------------------------------- | ------------------------------------------- |
| Comandante           | Gennady Padalka, RSA Segundo vuelo espacial | Gennady Padalka, RSA Segundo vuelo espacial |
| Ingeniero de vuelo 1 | Edward Fincke, NASA Primer vuelo espacial   | Edward Fincke, NASA Primer vuelo espacial   |

## Parámetros de la misión
- Perigeo: 384 km
- Apogeo: 396 km
- Inclinación: 51.6°
- Período: 92 min

- Acoplamiento: Soyuz TMA-4 - 21 de abril de 2004, 05:01 UTC
- Desacoplamiento: Soyuz TMA-4 - 23 de octubre de 2004, 21:05 UTC
- Tiempo acoplamiento: 185 d, 16 h y 4 min